# Affirmation: The B-Sides
Affirmation, The B-Sides és una compilació que conté cinc cares-B de l'àlbum Affirmation, del duet australià Savage Garden. Fou llançat l'any 2000 exclusivament al Japó.

## Llista de cançons
| Núm. | Títol                                                 | Durada |
| ---- | ----------------------------------------------------- | ------ |
| 1.   | «Affirmation» (Groovy Mix)                            | 4:45   |
| 2.   | «I Knew I Loved You» (Mini-Me Mix)                    | 4:19   |
| 3.   | «I Knew I Loved You» (Eddie's Rhythm Radio Mix)       | 4:25   |
| 4.   | «Two Beds and a Coffee Machine» (Piano and Vocal Mix) | 3:28   |
| 5.   | «I Don't Care» (versió original)                      | 5:05   |